# キングオブコントの会
『キングオブコントの会』（キングオブコントのかい）は、『キングオブコント』のスピンオフ番組。歴代の王者及びファイナリスト、松本人志（ダウンタウン）と2020年まで審査員だったバナナマン・さまぁ〜ずが参加し、メンバーをシャッフルしてオリジナルコントを演じる。松本がテレビ番組でコントを披露するのは『松本人志のコントMHK』以来10年ぶり、民放では『ダウンタウンのものごっつええ感じ』以来20年ぶりとなった。

## キングオブコントの会
東京03、ロバート、バイきんぐ、シソンヌ、ライス、ハナコによる歴代王者6組に加え、過去のキングオブコントで好成績を残したさらば青春の光、チョコレートプラネット、ロッチ、ジャングルポケットの4組が参加。
コントは長編とブリッジの2種類が用意され、ブリッジでは大半が総合司会の浜田雅功（ダウンタウン）をイジるネタで占められていた。
歴代王者のバッファロー吾郎、今野浩喜（元キングオブコメディ）、かもめんたる、コロコロチキチキペッパーズ、かまいたち、どぶろっく、ジャルジャルは不参加となった。

### 出演者
- 松本人志（ダウンタウン）
- さまぁ〜ず（大竹一樹・三村マサカズ）
- バナナマン（設楽統・日村勇紀）
- さらば青春の光（森田哲矢・東ブクロ）
- シソンヌ（じろう・長谷川忍）
- ジャングルポケット（斉藤慎二・太田博久・おたけ）
- チョコレートプラネット（長田庄平・松尾駿）
- 東京03（豊本明長・飯塚悟志・角田晃広）
- バイきんぐ（小峠英二・西村瑞樹）
- ハナコ（菊田竜大・秋山寛貴・岡部大）
- ライス（田所仁・関町知弘）
- ロッチ（コカドケンタロウ・中岡創一）
- ロバート（山本博・秋山竜次・馬場裕之）

### 放送されたコント一覧
| コント名             | 参加者 |
| -------------------- | --- |
| 舞台監督             | - ハナコ - さまぁ〜ず |
| 壁                   | - バイきんぐ - バナナマン日村 - ハナコ菊田・秋山 - ライス - ロッチ中岡                                                              |
| キャンプ             | - シソンヌ - さまぁ〜ず大竹 - ハナコ岡部 - バイきんぐ西村                                                                           |
| 小さな疑い           | - ジャングルポケット - ライス |
| おめでとう           | - 松本人志 - 東京03飯塚・豊本 - ハナコ秋山 - ロッチコカド - ロバート秋山 - シソンヌじろう - チョコレートプラネット - バナナマン日村 |
| ファクトリークルーズ | - チョコレートプラネット - さらば青春の光森田 - ロバート山本 - ハナコ菊田 - 東京03豊本                                              |
| バスジャック         | - ライス - さらば青春の光 |
| 仁義なきマジシャン   | - ロッチ - さまぁ〜ず - バナナマン                                                                                                  |
| お昼の生放送         | - ロバート - ジャングルポケット - ロッチ - 東京03飯塚・豊本 - ハナコ菊田 - シソンヌ長谷川 - チョコレートプラネット松尾 - ライス関町 |
| クリーニング店       | - さらば青春の光 - チョコレートプラネット松尾 - ロバート馬場 - バイきんぐ西村 - ハナコ菊田                                          |
| クイズ番組           | - 東京03 - バナナマン設楽 |
| 管理人               | - 松本人志 - バイきんぐ小峠 |

## キングオブコントの会2022
前回不参加だったかもめんたる、コロコロチキチキペッパーズ、かまいたち、どぶろっく、ジャルジャル、そして前回放送後に開催されたキングオブコント2021王者の空気階段が初参加した一方、前回出演していた組のうち王者未経験であるロッチ、ジャングルポケット、チョコレートプラネット、さらば青春の光の4組が不参加となり出演者はキングオブコント王者と2015年以降の審査員経験者のみで固められた。
前回と同様にブリッジは浜田イジりであった。また、これに加えて『〇〇が松本さんに言われたいこと』として王者のうち数組が松本のモノマネを得意とするJPに、松本から実際に言われたいことを代わりに言ってもらうミニコーナーも行われた。
ロバート馬場は番組自体には出演したものの、新型コロナウイルス感染によりコントに参加できなかった。そしてハナコはレギュラー出演している裏番組との兼ね合いにより、番組の出演及びコントへの参加は後半の1時間のみだった。

### 出演者（2022）
- 松本人志（ダウンタウン）
- さまぁ〜ず（大竹一樹・三村マサカズ）
- バナナマン（設楽統・日村勇紀）
- かまいたち（山内健司・濱家隆一）
- かもめんたる（岩崎う大・槙尾ユウスケ）
- 空気階段（鈴木もぐら・水川かたまり）
- コロコロチキチキペッパーズ（ナダル・西野創人）
- シソンヌ（じろう・長谷川忍）
- ジャルジャル（後藤淳平・福徳秀介）
- 東京03（豊本明長・飯塚悟志・角田晃広）
- どぶろっく（森慎太郎・江口直人）
- バイきんぐ（小峠英二・西村瑞樹）
- ハナコ（菊田竜大・秋山寛貴・岡部大）
- ライス（田所仁・関町知弘）
- ロバート（山本博・秋山竜次・馬場裕之）

### 放送されたコント一覧（2022）
| コント名                                 | 参加者                                                                                          |
| ---------------------------------------- | ----------------------------------------------------------------------------------------------- |
| ファミレス                               | - 東京03 - シソンヌじろう - ロバート秋山                                                        |
| 立てこもり                               | - 空気階段 - 東京03豊本 - かまいたち濱家 - シソンヌじろう - どぶろっく                          |
| 伏線回収業者                             | - コロコロチキチキペッパーズ - さまぁ〜ず三村 - 東京03角田 - どぶろっく - ライス関町            |
| 脚本家とエグゼクティブプロデューサーの奴 | - ジャルジャル - かもめんたる岩崎                                                               |
| 法律相談所                               | - ライス - 東京03 - 空気階段鈴木 - コロチキナダル                                               |
| 墓参り                                   | - かもめんたる - 東京03豊本 - シソンヌ長谷川                                                    |
| 誇り高き者たちへ                         | - どぶろっく - シソンヌじろう - バイきんぐ西村 - ジャルジャル福徳 - ライス田所                  |
| ママ友                                   | - ロバート秋山・山本 - バイきんぐ西村 - ライス関町 - かもめんたる槙尾                           |
| 喫茶店                                   | - シソンヌ - さまぁ〜ず大竹 - ロバート秋山 - ジャルジャル福徳 - バイきんぐ小峠 - かまいたち山内 |
| 宅飲み                                   | - バイきんぐ - 空気階段鈴木 - 東京03豊本                                                        |
| お座敷遊び                               | - ハナコ - バナナマン                                                                           |
| 路上ミュージシャン                       | - かまいたち - ジャルジャル - どぶろっく森 - ハナコ秋山 - ライス関町                            |
| 落ちる                                   | - 松本人志 - さまぁ〜ず大竹 - 東京03豊本 - かもめんたる岩崎 - シソンヌ長谷川                    |

## キングオブコントの会2023
前回出演していた組のうちロバートの馬場・山本、コロコロチキチキペッパーズ、どぶろっく、ジャルジャルが不参加となった一方で前回放送後に開催されたキングオブコント2022王者のビスケットブラザーズ、キングオブコント2020準優勝のニューヨークが初参加。さらに、キングオブコントの会初回へ参加していたさらば青春の光・ジャングルポケットが2年ぶりに出演した。
ブリッジでは質屋が舞台のショートコント、松本に扮したJPと浜田に扮したハリウリサのケンカを芸人数組が仲裁する「一回整理していいですか?」と題したミニコーナーも行われた。2024年は松本が活動を休止しているため放送は見送られた。

### 出演者（2023）
- 松本人志（ダウンタウン）
- さまぁ〜ず（大竹一樹・三村マサカズ）
- バナナマン（設楽統・日村勇紀）
- 秋山竜次（ロバート）
- かまいたち（山内健司・濱家隆一）
- かもめんたる（岩崎う大・槙尾ユウスケ）
- 空気階段（鈴木もぐら・水川かたまり）
- さらば青春の光（森田哲矢・東ブクロ）
- シソンヌ（じろう・長谷川忍）
- ジャングルポケット（おたけ・太田博久・斉藤慎二）
- 東京03（豊本明長・飯塚悟志・角田晃広）
- ニューヨーク（嶋佐和也・屋敷裕政）
- バイきんぐ（小峠英二・西村瑞樹）
- ハナコ（菊田竜大・秋山寛貴・岡部大）
- ビスケットブラザーズ（きん・原田泰雅）
- ライス（田所仁・関町和弘）

### 放送されたコント一覧（2023）
| コント名             | 参加者 |
| -------------------- | --- |
| 自動車教習所         | - かまいたち - バイきんぐ小峠 - ライス関町 |
| サスペンスドラマ     | - ロバート秋山 - さらば青春の光森田 - バナナマン日村 - ライス関町 - ジャングルポケット斉藤                                                                |
| 記者会見             | - シソンヌ - さまぁ〜ず大竹 - ジャングルポケット太田 - ニューヨーク嶋佐 - ハナコ岡部                                                                      |
| 誕生日パーティー     | - ニューヨーク - さまぁ〜ず大竹 - ハナコ菊田 - シソンヌ長谷川 - ライス関町 - ジャングルポケットおたけ・太田 - かもめんたる槙尾 - ビスケットブラザーズきん |
| 運動機能操作センター | - 松本人志 - バナナマン日村 |
| 神対応               | - さらば青春の光 - ハナコ秋山 - ジャングルポケットおたけ - ニューヨーク嶋佐 - 東京03角田 - バイきんぐ西村                                                 |
| 老舗                 | - ジャングルポケット - ライス関町 - さまぁ〜ず大竹 - ハナコ岡部 - ビスケットブラザーズ原田                                                                |
| 進路相談             | - ライス - バイきんぐ - ニューヨーク嶋佐 |
| 亀教                 | - かもめんたる - さまぁ〜ず三村 - ハナコ秋山 - ビスケットブラザーズ原田 - ライス関町                                                                      |
| マッサージ店         | - 東京03 - バナナマン設楽 - ハナコ岡部 |
| ビジネスホテル       | - ハナコ - シソンヌ - ロバート秋山 - さらば青春の光 - 空気階段水川 - ジャングルポケット斉藤・太田 - ライス関町                                            |
| 家族写真             | - 空気階段 - 東京03豊本 - ライス関町 - バイきんぐ西村 - ニューヨーク嶋佐 - ジャングルポケットおたけ                                                       |
| シミュレーション     | - バイきんぐ - 東京03角田 - かもめんたる岩崎 |
| 雨の降らない村       | - ビスケットブラザーズ - 空気階段鈴木 - さらば青春の光森田 - バイきんぐ西村 - ハナコ秋山 - 東京03飯塚 - ロバート秋山 - 松本人志 - さまぁ〜ず三村          |

## スタッフ
- ナレーション：神谷浩史
- 構成：大平尚志、桝本壮志、細川拓朗/高須光聖、オークラ、平松政俊、南山幸浩、大桶純一、大井洋一、永井ふわふわ、渡辺佑欣、今井太郎、ゴージャス村上、大西右人
- TM：森和哉（TBSテレビ）
- TD：中村年正、米山亨
- カメラ：山根卓也、遠山康之、宮下政人
- VE：宮本民雄、則竹香
- 音声：小岩英樹、宇野仁美
- 照明：渋谷康治、木戸利彦
- 音効：田中寿一
- 編集：新部裕司、滝翔太
- MA：横田良孝
- CG：榛葉大介（PDB）
- 美術プロデューサー：桂誉和
- 美術デザイン：宇野宏美
- 美術制作：岩井愛、落合竜司、羽田一成
- 装置：正代俊明
- 操作：冨千優、牧ヶ谷純二
- 植木装飾：猿山利昭
- 建具：阿部英之
- 電飾：渡辺竜明、井上雄平
- アクリル装飾：青木剛、井上恵介
- 装飾：田村健治
- 衣装：坂口みのり
- 持道具：佐藤由莉伽
- 床山：細野一郎
- ヘアメイク：永野あゆみ
- 協力：studio coody、神奈川県住宅供給公社、(有)アズイズラトレーティング・焼肉スタミナ本舗、つくば科学
- 写真協力：istock、PIXTA
- 映像協力：アマナ
- 科学実験監修：北沢堪一
- マジック監修：小林健晶
- 特殊メイク：佐藤健司
- 振り付け：白鳥和美
- 楽曲：カンケ
- デスク：松崎由美、玉川宏美
- TK：伊藤佳加、近藤奈々
- 宣伝：中島聡（TBSテレビ）
- 編成：高市廉（TBSテレビ）
- デスク：菅谷美香
- AD：上野草太朗、池田恭久、伊藤克樹、山崎遥加、石川あす夏、藤澤花梨、大城未希
- AP：新貝元章（TBSテレビ）、菊池絢子、竹井晶子、宮里良子、林真凜・島田力規王（吉本興業）
- ディレクター：和田英智（LARGEST ARMY）、柳信也（Gothic）、水口健司（シオプロ）、池田哲也（ステイ）、佐々木卓也、久野公嗣、降川浩史、大井田遼太（TBSテレビ）、吉池淳悟、木島雄大、白木騎士（LARGEST ARMY）、西原来
- 担当プロデューサー：田村恵里・渡辺英樹（TBSテレビ）、大谷重雄（吉本興業）、神田啓太（LARGEST ARMY）
- 監修：小松純也（スチールヘッド）
- プロデューサー：高柳健人（TBSテレビ）
- 演出：浜田諒介（TBSテレビ）
- チーフプロデューサー：坂本義幸（TBSテレビ）
- 制作協力：吉本興業
- 制作：TBSテレビコンテンツ制作局バラエティ制作1部
- 製作著作：TBS